# Sveti Onofrije
Onofrije ili Nofar, bio je egipatski pustinjak i svetac iz 4. ili 5. stoljeća.
Na vrhu Velog Bijaća nalazi se crkva sv. Onofrija (sv. Nofar) izgrađena 1475. godine.
Katolička Crkva mu slavi spomendan 12. lipnja.